# Débutante
Pour les articles homonymes, voir deb.

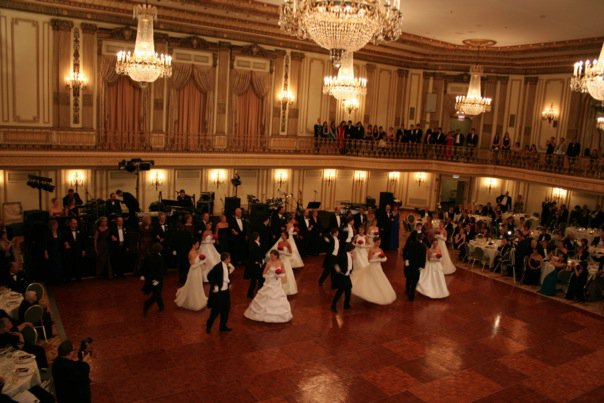
Un bal des débutantes à Chicago, en 2010.

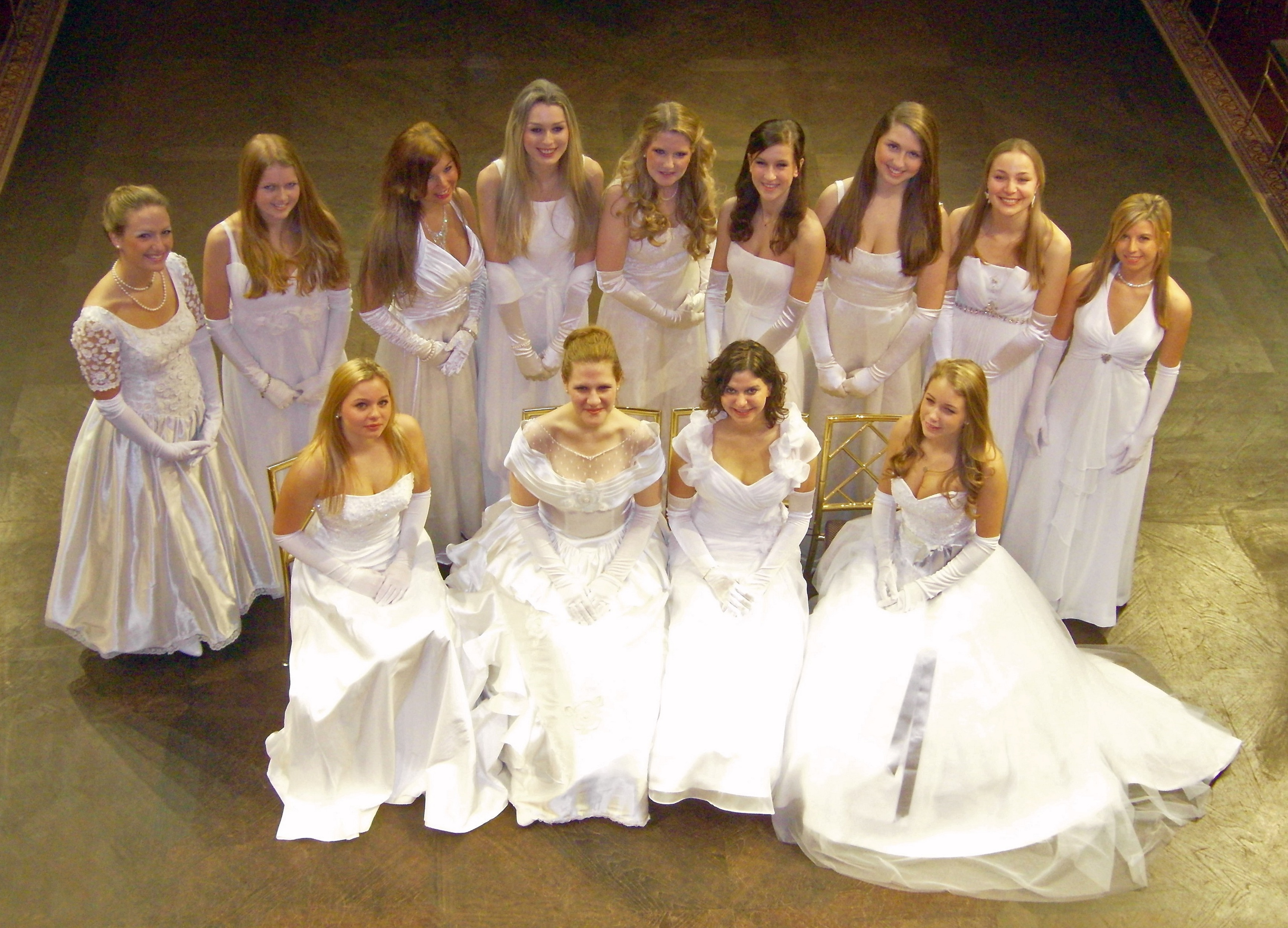
Robe de débutante et gants de soirée portés par des « débutantes », à Munich en 2012.

Une débutante (en anglais, debutante ou deb) est une jeune femme issue d'une famille aristocratique ou de la haute société qui a atteint sa maturité et qui, en tant que nouvelle adulte, se présente dans la société lors d'un début officiel ou éventuellement un bal des débutantes.

## Historique

### Origine
Les « débutantes », âgées de 18 ans – et récemment sorties du couvent –, étaient officiellement présentées à la reine d’Angleterre lors de bals.
Bien que style et mode aient changé au fil des siècles une seule constante lie la débutante en Angleterre à la débutante américaine moderne: le port de longs gants en cuir de chevreau blanc au-dessus du coude (opéra). Le gant « débutante » est reconnu depuis plus d'un siècle comme l'un des symboles les plus importants de la féminité dans la classe supérieure. Ne pas en porter est ne pas être considérée comme débutante.